# Этвёш, Лоранд
Ло́ранд Э́твёш, барон фон Этвёш (иногда Роланд; венг. Vásárosnaményi báró Eötvös Loránd Ágoston, или коротко Eötvös Loránd; 27 июля 1848, Будапешт — 8 апреля 1919, Будапешт) — венгерский физик и педагог, член (1883) и президент (с 1889 года) Венгерской академии наук.

## Биография
Лоранд Этвёш — сын известного венгерского писателя, политика и публициста Йозефа Этвёша. Учился в Будапештском, Кёнигсбергском и Гейдельбергском университетах (окончил в 1870). С 1871 года работал в Будапештском университете (с 1872 года — профессор). В 1894—1895 годах был министром просвещения Венгрии. В 1891 году основал математическое и физическое общества Венгрии и был их первым президентом.
Имя Этвёша присвоено Будапештскому университету, эффекту изменения веса тел на движущихся относительно земли объектах (из-за вращения Земли), обнаруженному им экспериментально, и единице измерения градиента ускорения свободного падения. В его честь названы лунный кратер и астероид (12301 Eötvös).
Был женат на дочери Балтазара Хорвата.

## Исследования
Исследования Лоранда Этвёша посвящены молекулярной физике, гравитации, геофизике. В 1886 году Этвёш установил зависимость молекулярной поверхностной энергии (силы поверхностного натяжения) от температуры (закон Этвёша). Изобрел гравитационный вариометр. Сконструировал крутильные весы (1888) и осуществил (1889—1908) серию экспериментов по проверке равенства гравитационной и инертной масс. Результаты гравитационных экспериментов Этвёша показали, что равенство гравитационной и инертной масс выполняется с высокой точностью (до 5⋅10−9), и подтвердили принцип, который позже Альберт Эйнштейн использовал при создании общей теории относительности (принцип эквивалентности). Также изучал распределение масс в горных хребтах.